# New jack swing
A new jack swing egy zenei stílus; az R&B kombinációja a hiphoppal. Az 1980-as évek végén, 1990-es évek elején vált népszerűvé.

## New jack swing-előadók
| - Aaron Hall - After 7 - Al B. Sure! - Alexander O’Neal - Another Bad Creation - Babyface - Bell Biv DeVoe - BlackGirl - Blackstreet - Bobby Brown - Boyz II Men - Brownmark - Brownstone - Cherelle - Chris Bender - Christopher Williams - Color Me Badd - Damian Dame - Deborah Gibson - Deja - El DeBarge - En Vogue - Eternal & Louise Redknapp - Ex-Girlfriend - Father MC - Finest Hour - For Real - Foster & McElroy - Full Force - The Good Girls - Guy - H-Town - Heavy D | - Hi Five - Intro - II D Extreme - James Ingram - Janet Jackson - Jodeci - Joe Public - Johnny Gill - Johnny Kemp - Karyn White - Keith Sweat - Kid 'n Play - Kut Klose - LeVert - Lisa Stansfield - Lo-Key? - Loose Ends - Mariah Carey - Mary J. Blige - Meli'sa Morgan - Men at Large - Michael Jackson - Michel'le - Mint Condition - Mokenstef - Monie Love - Nayobe - New Edition - New Kids on the Block - Nikki D - Ol' Skool - Pebbles - Portrait - Ralph Tresvant | - Riff - R. Kelly - Ready For the World - Samuelle - Shai - Shanice - Silk - Soul 4 Real - Special Generation - Stacy Lattisaw - Suave - SWV - Tara Kemp - Teddy Riley - Terry Ellis - Tevin Campbell - The Boys - The Force M.D.s - The Rude Boys - The System - The Voices - Timex Social Club - Timmy Gatling - TLC - Today - Tony Terry - Tony! Toni! Toné! - Total - Trey Lorenz - Troop - Tyler Collins - Wreckx-N-Effect - Xscape - Young MC |